# Ensenada Del Mármol
Die Ensenada Del Mármol (spanisch für Marmorbucht) ist eine Bucht im Südwesten von Snow Island im Archipel der Südlichen Shetlandinseln. Sie liegt zwischen dem Punta Esteverena im Nordwesten und dem Vokil Point im Süden.
Argentinische Wissenschaftler benannten sie.